# Рей (фільм)
Рей (англ. Ray, ім'я Рей і слово «промінь») — біографічна драма Тейлора Гекфорда. Фільм отримав два «Оскари»: найкращий актор — Джеймі Фокс, найкращий звук. Бюджет склав 40 мільйонів доларів. Фільм заснований на автобіографії Рея Чарльза, виданої в 1978 році, яка називалась «Брат Рей» (одне з прізвиськ Рея Чарльза).

## Сюжет
Фільм розповідає про долю знаменитого американського джазового співака, піаніста і композитора Рея Чарльза. Фільм відображає період з 1930 по 1966 рік. «Рей» — це фільм, в якому можна знайти все — і історію маленького семирічного хлопчика, який почав втрачати зір, чия мати, зібравши всю силу в кулак, не шкодуючи себе намагалася не тільки прогодувати дитину, але і навчити його жити самостійно, попри сліпоту. Тут і історія сходження легенди джазу, який попри свою недугу і расову сегрегацію зумів домогтися широкого визнання. Тут і брехливі менеджери, і коханки-бек-вокалістки, і наркотики, і щира любов, і звичайно ж — музика.

## Історія створення
Тейлор Гекфорд придбав права на створення фільму про Рея Чарльза ще в 1987 році. Багато років Тейлор Гекфорд не міг знайти студію, яка погодилася б фінансувати виробництво. Зрештою після кількох успішних кінопостановок режисер зміг здійснити цей проєкт як незалежний фільм. Оператор Павло Едельман, великий шанувальник Рея Чарльза, був першим членом знімальної групи, що приєдналася до проєкту ще за рік до початку зйомок.
На прохання Рея Чарльза сценарій для нього був надрукований азбукою Брайля. Щоб краще зіграти сліпого, актор Джеймі Фокс відвідував заняття для сліпих в інституті Брайля в Лос-Анджелесі. Крім того, Джеймі Фокс досконально вивчив Рея Чарльза, щоб максимально точно зобразити його у фільмі. Крім того, поки знімався фільм, він носив спеціальний грим, який дійсно робив його сліпим на весь знімальний день.
Джеймі Фокс у всіх музичних епізодах грав на фортепіано сам.
У фінальних кадрах фільму з'являється сам Рей Чарльз.
Рей Чарльз помер від печінкової недостатності 10 червня 2004 — незабаром після закінчення зйомок, однак він все-таки застав попередню версію фільму. Спочатку фільм називався «Звільни моє серце: Історія Рея Чарльза», але після смерті Рея Чарльза фільм було вирішено назвати просто «Рей».
Режисерський варіант фільму має хронометраж 178 хвилин.
Студія «Universal» приєдналася до проєкту як дистриб'ютор лише після того, як фільм був повністю готовий. Частково причиною цього став той факт, що один з керівників студії був шанувальником Рея Чарльза і колись часто їздив автостопом до Голлівуду на його концерти.
Співпродюсером фільму є син Рея Чарльза від другого шлюбу з Деллою Беатріс Говард Робінсон — Рей Чарльз Робінсон-молодший.

## Музика
«Hit The Road Jack» — вокал з надривом, відмінно підібрані слова і ритмічна музика — все це подарувало світу шедевр, але мало хто знає, яким чином він був виконаний спочатку. Жіночу партію в цій композиції виконувала коханка Рея, яка саме до репетиції цієї пісні повідомила йому про те, що вагітна, і Рей був не радий. Злоба … цю пісню зробила саме вона.
«Unchain My Heart» — цю пісню надалі переспіває Джо Кокер, і напевно багато сучасників припускають, що це творіння його пера. Але ні, ця композиція була написана Реєм, поки він перебував у в'язниці й відбував термін за вживання і зберігання наркотиків.
«Mess Around» — тональність G, страйд з першого разу. Оригінал записаний в тональності D #.
«I Got a Woman» — пісня, яку переспівували безліч виконавців. Її Рей присвятив жінці всього життя — дружині Бі. Твір, який викликав бурхливі суперечки й обурення релігійних американців.
«What'd I Say» — пісня, яка з'явилася під час імпровізації на одному з концертів. Займає 10 місце в списку «Rolling Stone's List of the 500 Greatest Songs of All Time». Свої кавер-версії пісні записували Джонні Кеш, Джун Картер, Ета Джеймс, Джеррі Лі Льюїс, Елвіс Преслі, Тоні Шерідан, «The Beatles», «Bill Haley & His Comets» і Рой Орбісон.
«Georgia On My Mind» — нинішній гімн Джорджії.

## Нагороди й номінації
| Премія                         | Категорія                                          | Ім'я                                                                                      | Результат |
| ------------------------------ | -------------------------------------------------- | ----------------------------------------------------------------------------------------- | --------- |
| Оскар                          | Найкращий фільм                                    | Тейлор Гекфорд, Стюарт Бенджамін, Говард Болдуін                                          |           |
| Оскар                          | Найкраща режисура                                  | Тейлор Гекфорд                                                                            |           |
| Оскар                          | Найкраща чоловіча роль                             | Джеймі Фокс                                                                               |           |
| Оскар                          | Найкращий дизайн костюмів                          | Шерен Девис                                                                               |           |
| Оскар                          | Найкращий монтаж                                   | Пол Хірш                                                                                  |           |
| Оскар                          | Найкращий звук                                     | Скотт Міллан, Ґрег Орлофф, Боб Бімер, Стів Кантамесса                                     |           |
| BAFTA                          | Найкраща чоловіча роль                             | Джеймі Фокс                                                                               |           |
| BAFTA                          | Найкращий оригінальний сценарій                    | Джеймс Л. Уайт                                                                            |           |
| BAFTA                          | Найкраща музика до фільму                          | Крейг Армстронг                                                                           |           |
| BAFTA                          | Найкращий звук                                     | Карен Бейкер Лендерс, Пер Голлберг, Скотт Міллан, Ґрег Орлофф, Боб Бімер, Стів Кантамесса |           |
| Золотий глобус                 | Найкращий фільм — комедія або мюзикл               |                                                                                           |           |
| Золотий глобус                 | Найкраща чоловіча роль в комедії або мюзиклі       | Джеймі Фокс                                                                               |           |
| Премія Гільдії кіноакторів США | Найкращий акторський склад                         |                                                                                           |           |
| Премія Гільдії кіноакторів США | Найкраща чоловіча роль                             | Джеймі Фокс                                                                               |           |
| Гремі                          | Найкраща збірка саундтреків для кіно або ТБ        | Джеймс Остін, Стюарт Бенджамін, Тейлор Хекфорд                                            |           |
| Гремі                          | Найкращий альбом, що є саундтреком для кіно або ТБ | Крейг Армстронг                                                                           |           |

## Цікаві факти
Дружина Рея Чарльза Делла Бі (яку у фільмі зіграла Керрі Вашінгтон) насправді була його другою дружиною. Першою дружиною Рея була Ейлін Вільямс, з якою вони одружилися в 1951 році й розлучилися в 1952 році.
Рей Чарльз помер від печінкової недостатності 10 червня 2004 — незабаром після закінчення зйомок фільму.